# Wu Jingbiao
Dans ce nom, le nom de famille, Wu, précède le nom personnel.
Wu Jingbiao est un haltérophile chinois, né le 10 janvier 1989 à Changle.

## Palmarès
- Jeux olympiques d'été
  - Jeux olympiques d'été de 2012 à Londres
    -  Médaille d'argent en haltérophilie homme -56 kg

- Championnats du monde d'haltérophilie
  - Championnats du monde d'haltérophilie 2009 à Goyang
    -  Médaille d'argent en moins de 56 kg

  - Championnats du monde d'haltérophilie 2010 à Antalya
    -  Médaille d'or en moins de 56 kg

  - Championnats du monde d'haltérophilie 2011 à Paris
    -  Médaille d'or en moins de 56 kg

  - Championnats du monde d'haltérophilie 2015 à Houston
    -  Médaille d'argent en moins de 56 kg